# Рецепторний потенціал
Рецепторний потенціал — зміна мембранного потенціалу, яка виникає в рецепторі під дією зовнішнього стимулу, різновид локальної відповіді. Якщо рецепторний потенціал виникає в сенсорному нервовому волокні, то накопичення потенціалів досягає порогу, після якого виникає нервовий імпульс. Якщо рецепторний потенціал виникає у спеціалізованій клітині, то він призводить до виділення нейромедіатору в синаптичну щілину та до збудження нейрону.

## Види
Існують 2 види рецепторних потенціалів: збуджувальні та гальмівні. Збуджувальний потенціал проявляється у вигляді деполяризації клітинної мембрани, пов'язаної зі входом позитивно заряджених іонів у цитоплазму клітини. Деполяризація відбувається у більшості рецепторів. Гальмівний рецепторний потенціал супроводжується гіперполяризацією рецепторної клітини внаслідок виходу позитивних зарядів з клітини та зменшення надходження позитивного заряду всередину. Гіперполяризаційний рецепторний потенціал може виникати лише у вторинночутливих рецепторах, тобто тих, де наявна спеціалізована рецепторна клітина.

## Механізм виникнення
Зовнішній стимул, який приходить до органу чуття і далі до рецепторної клітини, діє на мембрану клітини. Там знаходяться мембранні рецептори — білки-перетворювачі сигналу. Це або іонні канали, які у відповідь на специфічну дію відкривають власні ворота та забезпечують рух іонів крізь мембрану, або власне білки-рецептори, які запускають каскади хімічних перетворень у клітині, в кінці яких знаходяться ті ж іонні канали, що відчиняються або зачиняються.